# Ocrioessa
Ocrioessa is een geslacht van wantsen uit de familie van de Reduviidae (Roofwantsen). Het geslacht werd voor het eerst wetenschappelijk beschreven door Ernst Evald Bergroth in 1918.

## Soorten
Het genus bevat de volgende soorten:

- Ocrioessa cornutula (Berg, 1879)
- Ocrioessa lobuliventris Bergroth, 1918